# El Campamento, Querétaro Arteaga
El Campamento är en ort i Mexiko.   Den ligger i kommunen Peñamiller och delstaten Querétaro Arteaga, i den centrala delen av landet, 190 km norr om huvudstaden Mexico City. El Campamento ligger 1 270 meter över havet och antalet invånare är 149.
Terrängen runt El Campamento är kuperad västerut, men österut är den bergig. El Campamento ligger nere i en dal. Runt El Campamento är det ganska glesbefolkat, med 38 invånare per kvadratkilometer. Närmaste större samhälle är Pinal de Amoles, 15,8 km nordost om El Campamento. Omgivningarna runt El Campamento är i huvudsak ett öppet busklandskap.